# Sidney Altman
Sidney Altman   (Montreal, 7 de maig de 1939 - Rockleigh, 5 d'abril de 2022) va ser un físic i professor universitari estatunidenc, d'origen quebequès, guardonat amb el Premi Nobel de Química l'any 1989.

## Biografia
Va néixer el 7 de maig de 1939 a la ciutat de Mont-real. Va estudiar física a l'Institut Tecnològic de Massachusetts, on es graduà el 1960, i posteriorment realitzà el doctorat en biofísica a la Universitat de Colorado a Boulder l'any 1967. Actualment és professor de biologia a la Universitat Yale.

## Recerca científica
Durant la seva recerca a la Universitat Yale descobrí les propietats catalítiques de l'àcid ribonucleic. Durant molt de temps es creia que l'activitat enzimàtica era una propietat exclusiva de proteïnes fins que Altman, en col·laboració amb Thomas Cech, va demostrar que els àcids ribonucleics o ARN eren, alhora, suport químic de l'herència i molècules capaces d'intervenir directament en les reaccions bioquímiques.
L'any 1989 fou guardonat, juntament amb Thomas Cech, amb el Premi Nobel de Química pels descobriments dels processos químics de propietats catalitzadores de l'àcid Ribonucleic.